# Leon Aerts
Leon Aerts (* vor 1870 in Belgien; † nach 1890) war ein belgischer Pianist und Komponist, der im späten 19. Jahrhundert aktiv war.

## Leben
Über das Leben von Leon Aerts ist wenig bekannt. Nach seiner musikalischen Ausbildung als Pianist trat er am 22. Januar 1880 bei einem Wohltätigkeitskonzert in der Salle du Patronage Saint-Christophe in Tourcoing, Frankreich, auf, wo er unter anderem sein Werk Badinage sowie Stücke von Franz Liszt spielte.

## Werke (Auswahl)
Leon Aerts Werke umfassen verschiedene Kompositionen für Klavier und Gesang.
- Badinage pour piano. op. 7, Caroline Billau gewidmet, J.B. Katto, Brüssel, 1879 OCLC 659166400 (Digitalisat bei Gallica)
- Mère!…Dieu! Alléluia op. 24, ein Marienlied, gesungen von Jeanne Flament, Text: Em Kesteloot, Incipit: Dès mon berceau, Jeanne Huverstuhl gewidmet, de Aynssa, Brüssel OCLC 915673117 OCLC 915828903
- C’est beaucoup! C’est bien peu!, Idylle, Text: Octave Pirwi, Incipit: Mais vous êtes vraiment plus hardi, qu’on ne pense, Alphonse Botelberge gewidmet, Possoz, Anvers OCLC 915669302
- O ma charmante aubade, Text: Victor Hugo, Incipit: L’aube naît et la porte est close!, M. Hennen gewidmet, H. Possoz, Anvers OCLC 980970612
- 1! 2!, Marche militaire [Militärmarsch], seinem Sohn Maurice Aerts gewidmet, Possoz, Anvers, 1890 OCLC 915669302